# Nélida Gómez de Navajas
Nélida Gómez de Navajas (sinh ngày 23 tháng 7 năm 1927 tại thành phố Buenos Aires – mất ngày 2 tháng 5 năm 2012) là một nhà hoạt động nhân quyền tại Argentina. Bà là một trong những thành viên sáng lập của tổ chức Grandmothers of the Plaza de Mayo (Hội những bà ngoại ở Quảng trường Plaza de Mayo). Con gái của bà Gómez tên là Cristina Silvia Navajas de Santucho, đã bị bắt cóc vào ngày 13 tháng 7 năm 1976. Sau đó người ta phát hiện ra rằng Cristina đang mang thai hai tháng tại thời điểm cô bị bắt cóc. Mặc dù cả hai chưa tìm thấy nhưng người ta tin rằng cháu của Gómez đã được sinh ra ở Căn cứ quân sự Campo de Mayo vào tháng 2 năm 1977.
Nélida Gómez de Navajas tích cực tìm kiếm đứa cháu mất tích của mình cho đến cuối đời. Cô cũng dành thời gian của mình để đấu tranh và bảo vệ quyền lợi cho con gái mình và ước tính khoảng 13.000 người khác đã biến mất trong cuộc Chiến tranh bẩn thỉu (Dirty War).
Bà cũng là Phó chủ tịch của tổ chức đa phương tiện mang tên Derutoum DerCum ALC, tổ chức Liên hoan phim quốc tế Internacional de Cine de Derechos Humanos (FICDH), một liên hoan phim vì nhân quyền.
Bà Nélida Gómez de Navajas qua đời vào ngày 2 tháng 5 năm 2012 tại Buenos Aires, Argentina ở độ tuổi 75.